# Recopa Sul-Brasileira
La Recopa Sul-Brasileira era una competizione calcistica creata nel 2007, organizzata dalle federazioni gaúcha, catarinense, paranaense e paulista, a cui partecipavano le squadre vincitrici delle proprie coppe statali. Ogni anno il torneo si è svolto in uno degli stati organizzatori. Il primo (2007) era nel Paraná, la seconda (2008) a Santa Catarina, la terza (2009) a San Paolo e la quarta (2010) nel Rio Grande do Sul. La quinta edizione del torneo (2011) si doveva tenere nel Paraná, ma la competizione è stata cancellata in modo definitivo.

## Squadre partecipanti

### 2007
Nel 2007, hanno partecipato le seguenti squadre alla competizione:
| Club          | Città                | Stato             |
| ------------- | -------------------- | ----------------- |
| Caxias        | Caxias do Sul        | Rio Grande do Sul |
| J. Malucelli  | São José dos Pinhais | Paraná            |
| Juventus-SP   | San Paolo            | San Paolo         |
| Marcílio Dias | Itajaí               | Santa Catarina    |

### 2008
Nel 2008, hanno partecipato le seguenti squadre alla competizione:
| Club              | Città    | Stato             |
| ----------------- | -------- | ----------------- |
| Atlético Sorocaba | Sorocaba | San Paolo         |
| Brusque           | Brusque  | Santa Catarina    |
| Londrina          | Londrina | Paraná            |
| Pelotas           | Pelotas  | Rio Grande do Sul |

### 2009
Nel 2009, hanno partecipato le seguenti squadre alla competizione:
| Club               | Città         | Stato             |
| ------------------ | ------------- | ----------------- |
| Joinville          | Joinville     | Santa Catarina    |
| Porto Alegre       | Porto Alegre  | Rio Grande do Sul |
| Serrano Centro-Sul | Prudentópolis | Paraná            |
| Votoraty           | Votorantim    | San Paolo         |

### 2010
Nel 2010, hanno partecipato le seguenti squadre alla competizione:
| Club           | Città     | Stato             |
| -------------- | --------- | ----------------- |
| Brusque        | Brusque   | Santa Catarina    |
| Cerâmica       | Gravataí  | Rio Grande do Sul |
| Paulista       | Jundiaí   | San Paolo         |
| Roma Apucarana | Apucarana | Paraná            |

### 2011
Nel 2011, dovevano partecipare le seguenti squadre alla competizione:
| Club      | Città         | Stato             |
| --------- | ------------- | ----------------- |
| Joinville | Joinville     | Santa Catarina    |
| Juventude | Caxias do Sul | Rio Grande do Sul |
| Londrina  | Londrina      | Paraná            |
| Paulista  | Jundiaí       | San Paolo         |

## Titoli per club
| Club          | Stato             | Titoli |
| ------------- | ----------------- | ------ |
| Brusque       | Santa Catarina    | 1      |
| Cerâmica      | Rio Grande do Sul | 1      |
| Joinville     | Santa Catarina    | 1      |
| Marcílio Dias | Santa Catarina    | 1      |

## Titoli per stato
| Stato             | Titoli |
| ----------------- | ------ |
| Santa Catarina    | 3      |
| Rio Grande do Sul | 1      |